# Pandanus candelabrum
Espèce
Synonymes
- Heterostigma heudelotianum Gaudich.[1]
- Pandanus barterianus Rendle[1]
- Pandanus heudelotianus (Gaudich.) Balf.f.[1]
- Pandanus kamerunensis Warb.[1]
- Pandanus leonensis H.L.Wendl.[1]
- Pandanus togoensis Warb.[1]
- Pandanus umbellatus Martelli[1]

Pandanus candelabrum est un arbuste persistant épineux de la famille des Pandanaceae, présent en Afrique tropicale de l’ouest.
Poussant sur les terrains composés de kimberlite, il semblerait être un indice de filon diamantifère.

## Description
Il peut mesurer jusqu’ à 9 mètres de haut.
Il est répandu du Sénégal au Gabon, et également dans les montagnes camerounaises. Il se trouve dans les galeries forestières, le long des rivières et quelques fois au milieu de celles-ci, empêchant la navigation.
Son tronc (pouvant atteindre 25 cm de diamètre) est droit et sa partie basse est composée de racines aériennes. Ses feuilles sont larges et terminées en pointe (acuminées). Elles ont de plus des aiguilles aiguisées sur la nervure centrale et latéralement. L’épi florifère (spadice) mâle, épais et charnu est d’une forme oblongue cylindrique, de couleur blanche et parfumé. Les étamines sub-ombellées sont au nombre de 12. L’épi femelle est sub-ovale et les spathes identiques à celles des mâles mais en beaucoup plus court.
Le fruit cylindrique, de couleur jaune-vert, plus ou moins comestible, contient des drupes individuelles enfermant quelques graines.

## Culture
Il peut être cultivé dans des endroits humides près des villages s’il n'y pousse pas spontanément. Il ne peut pas être bouturé. Par contre, ses graines doivent tremper 24h au préalable avant d’être semées.

## Utilisation
Les feuilles d’un mètre de long sont ramassées pour fabriquer des tapis, des paniers, des sacs… Au Bénin, elles sont transformées en un récipient pouvant contenir du sel qui sera ensuite vendu sur le marché. Effectivement ces sacs conservent le sel au sec. La fibre obtenue des racines, mesurant environ 90 cm de long, est très dure et se garde bien dans le temps.
La pulpe orange du fruit doit être cuisinée afin de détruire la substance nocive qu’elle contient. La graine a un goût de noisette quand elle est mangée crue ou cuite. La base interne des jeunes feuilles peut quant à elle être mangée crue.